# 五十石車站
五十石車站（日语：／ Gojikkoku eki */?）是一由北海道旅客鐵道（JR北海道）所經營的鐵路車站，位於日本北海道川上郡標茶町境內，是釧網本線沿線車站之一。隸屬JR北海道釧路支社管轄範圍，是一個使用守車改造成車站站房的無人車站。
由於近年使用人數持續低迷，JR北海道內部調查亦發現本站每日平均使用人次少於1人，因此決定於2017年3月4日起廢站。

## 簡介
五十石車站的站名起源於明治20年代時，釧路川上用來運輸自硫磺山（アトサヌプリ）開採的硫磺礦至下由的釧路所使用之「五十石船」。當時為了開礦而修築的釧路鐵道自山區將礦石運送到此地之後裝船，再利用釧路川順流而下。但該鐵路線早已在1896年時因礦源萎縮停採而停止營運，之後原路基在政府收購了釧路鐵道並將公司解散之後，轉用於釧網本線的修築，相當於今日摩周至五十石之間的路段。

## 歷史
- 1927年9月15日：以國有鐵道車站身份開始營業，當時屬一般車站等級。
- 1960年10月25日：廢除貨運服務。
- 1973年2月5日：廢除行李托運服務。
- 1987年4月1日：國鐵分割民營化後，由JR北海道繼承車站的所有權與經營權。
- 2017年3月4日：廢站。

## 車站周邊
- 國道391號
- 標茶町有巴士「五十石車站前」車站

## 相鄰車站
北海道旅客鐵道（JR北海道）
■釧網本線
標茶（B61）－五十石（B60）－茅沼（B59）

## 外部連結
- （日語）五十石車站（JR北海道釧路支社）
- （日語）五十石車站
- （日語）全驛參觀之旅 （页面存档备份，存于）